# José Henrique De Carli
Pour les articles homonymes, voir De Carli.
José Henrique De Carli, également connu sous le nom d'Enrico De Carli, né le 19 mars 1933, à São Paulo, au Brésil, est un ancien joueur brésilien naturalisé italien de basket-ball.

## Palmarès
- Finaliste du championnat du monde 1954